# Tłumaczyk (gmina)
Tłumaczyk – dawna gmina wiejska w powiecie kołomyjskim województwa stanisławowskiego II Rzeczypospolitej. Siedzibą gminy był Tłumaczyk.
Gminę utworzono 1 sierpnia 1934 r. w ramach reformy na podstawie ustawy scaleniowej z dotychczasowych gmin wiejskich: Iwanowce, Kniaźdwór, Rakowczyk, Szeparowce i Tłumaczyk.
Po II wojnie światowej obszar gminy znalazł się w ZSRR.